# عقعق (جنس)
العقعق أو كُنْدُش هو جنس من سبعة أنواع من الطيور في أسرة الغرابيات في كل من العالمين الجديد والقديم.

## الوصف
أذنابها طويلة أصواتها قعقعة. قوتها الحشرات والحبوب والثمار وبيوض العصافير.

## السلوك
ومن طباعها اختطاف كل ما يبهر نظرها. تألف الحدائق والغابات القريبة من العمران.

## التكاثر
تُدّثن في الأشجار الرفيعة. إناثها تبيض من ثلاثة إلى ستة بيضات تحضنها وحدها نحو ثلاثة أسابيع.

## التأثيل
وقد اختلفوا في تسمية العقعق، فقال الجاحظ لأنه يعقّ فراخه كسائر الغربان، وقيل اشتقاقًا من صوته. قال الشاعر:

## الأنواع
يحتوي جنس العقعق على الأنواع التالية:
| صورة | الاسم العلمي     | الاسم             | النطاق                                                              |
| ---- | ---------------- | ----------------- | ------------------------------------------------------------------- |
|      | Pica pica        | عقق أَوْرَاسي        | أَوراسية                                                             |
|      | Pica mauritanica | عقعق مغاربي       | شمال غرب إفريقية                                                    |
|      | Pica asirensis   | عقعق عسيري        | منطقة عسير في السعودية                                              |
|      | Pica bottanensis | عقعق أسود العجز   | وسط غرب الصين، وسط بوتان                                            |
|      | Pica serica      | عقعق شرقي         | جنوب شرقي روسيا، مينمار، كورية، اليابان، تيوان، شمال الهند الصينية. |
|      | Pica hudsonia    | عقعق أسود المنقار | النصف الغربي من شمال أمريقة.                                        |
|      | Pica nuttalli    | عقعق أصفر المنقار | كلفرنية                                                             |